# 山本梅逸
山本 梅逸（やまもと ばいいつ、天明3年10月20日（1783年11月14日）- 安政3年1月2日（1856年2月7日））は、江戸時代後期の文人画家。名古屋の生まれで、尾張南画の代表的画家。本名を亮、諱は親亮、字を明卿。卯年生まれに因み、通称を卯年吉（うねきち）。画号は春園・竹厳・梅佚、のちに梅逸とした。別号に梅華道人・玉禅・天道外史・葵園・友竹艸居・白梅居など。

## 生涯
名古屋天道町（現在の中区大須）で、欄間の彫刻師山本有右衛門の子として生まれる。この父は尾張藩の組同心だったとも、藩士の用人だったとも伝えられるが、記録は残っていない。父は梅逸が13歳のときに没し生活は貧窮したが、母は子どもの教育に心掛け、梅逸に和歌の手解きをしたという。幼い時から画を好み、地元の絵師山本蘭亭に学ぶ。蘭亭は梅逸の画才を見抜き張月樵に入門させた。その後、尾張画壇のパトロンで古書画の収蔵家として知られた豪商神谷天遊（永楽屋伝右衛門）の庇護を受け、天遊に理論面での指導を受けつつ、同家に所蔵される中国古画の臨模が許された。天遊の元で、生涯の盟友となる7歳年長の中林竹洞とも出会う。天遊に連れられ万松寺に出向いたとき王冕（元時代）の「墨梅図」を見て深く感銘したことから梅逸の号を授けられたといわれる。同じくこのとき兄弟子の竹洞は李衎（りかん）「竹石図」に感銘したことからその号を与えられたという。

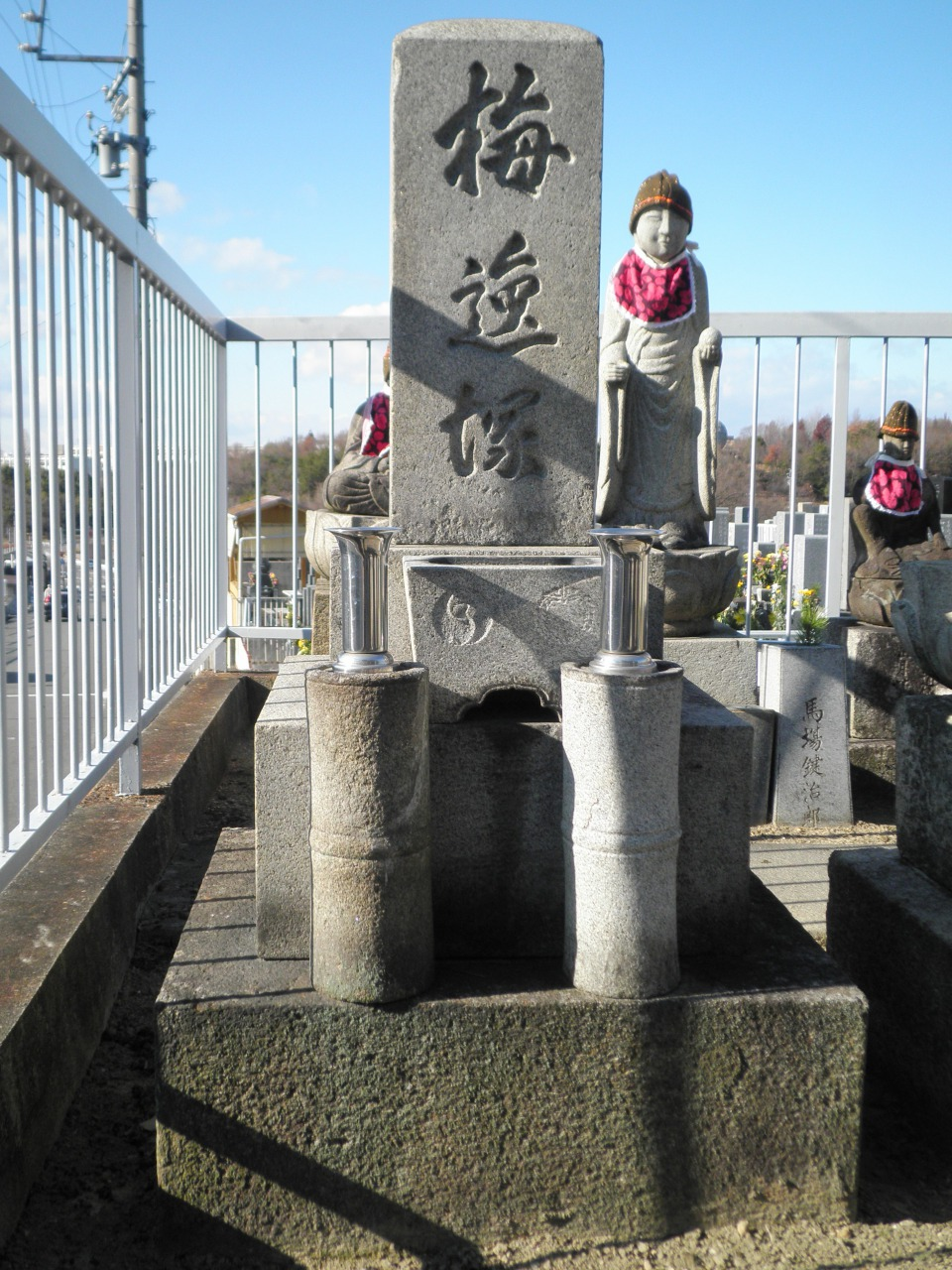
平和公園の墓（梅逸塚）

享和2年(1802年)、恩人の天遊が病没すると師友の竹洞と共に京都に赴く。寺院などに伝わる明清の古書画を盛んに臨模し、明末の文人楊文聡の山水画を購入するなど書画の収集にも傾注した。新天地を求め上洛した二人だが、京都画壇の壁は厚く画業は停滞し、竹洞の父の危篤の報を聞いて、一旦は名古屋に帰る。天保３年(1832年)に再び京都に出て、以降画家として認められ京都の文人社会に知られるようになる。書画会の出品も多く次第に京阪で人気の画家となり、年収が200両にもなったという。頼山陽などと交遊し煎茶にも親しみ、その茶は梅逸流と称された。弘化元年（1844年）には、煎茶会席を彩る席飾りの図案集『清娯帖』も描き、煎茶会図録の嚆矢とされる『茗讌品目』（嘉永五序）を刊行し、名古屋の煎茶普及にも一役買っている。更に笛や陶芸も趣味にしていたという。
日本各地に遊歴し、江戸では大窪詩仏と交流。尾張藩主の邸宅で谷文晁とともに画作を行っている。天保元年(1830年)、名古屋では藩主の命によって朝鮮から来た豹を写生している。その他にも山陽・四国・北陸にも脚を伸ばしている。京都に画家として23年留まったが安政元年(1854年)に尾張藩御用絵師格として取り立てられ、御用人支配の地位を得た。帯刀、拝謁も許され御園町（現在の名古屋市中区）に移り住んだ。享年75。法名は玉禅院天蘂梅逸居士。京都慈眼寺と伊勢山町洞仙寺（現在は千種区平和公園洞仙寺墓地）に葬られている。
梅逸は山水画・花鳥画を得意とした。その画風は円山四条派の写実性・装飾性に影響を受け、明清の古書画の研究から模倣に陥ることなく独自の繊細で優麗な画風を築き上げ高い評価を得た。反面、描き込み過ぎで、描き殴ったような荒々しい筆致が目立つと評されることもある。

## 門弟
- 古曳盤谷
- 中川梅岳
- 沼田月斎
- 前田半田
- 小島老鉄

## 主な作品
| 作品名                    | 技法         | 形状・員数 | 寸法（縦x横cm） | 所有者                                                       | 年代                | 款記・印章                                                                               | 備考 |
| ------------------------- | ------------ | ---------- | --------------- | ------------------------------------------------------------ | ------------------- | ---------------------------------------------------------------------------------------- | --- |
| 紅白梅図屏風              | 紙本銀地墨画 | 六曲一双   | 各163.3x344.0   | 島根県立美術館                                               | 1819年（文政2年）頃 |                                                                                          | |
| 文豹図                    | 絹本著色     | 1幅        | 115.2x72.8      | 名古屋市博物館                                               | 1830年（文政13年）  | 款記「文政庚寅夏五月 梅逸山本亮寫」                                                      | 奥田鶯谷賛。梅逸による同様の豹図は他にも知られているが、その中でも出来栄えが良い。                                  |
| 嵐山高雄図屏風            | 紙本金地著色 | 六曲一双   |                 | ファインバーグコレクション                                   | 1832年（天保3年）   | 嵐山図：款記「壬辰仲春 梅逸山本亮寫」・高雄図：款記「天保三年夏四月寫於書帯草堂 梅逸亮」 | |
| 墨梅図                    | 絹本墨画     | 1幅        | 147.3x167.6     | ボストン美術館                                               | 1834年（天保5年）   | 款記「甲午秋九月 梅逸亮寫」                                                              | |
| Plums, Bamboo, and Orchid | 絹本墨画     | 1幅        | 172.4x79.0      | クリーブランド美術館                                         | 1834年（天保5年）   |                                                                                          | |
| 百花鳥虫図                | 絹本著色     | 1幅        | 131.3x57.3      | 静岡県立美術館                                               | 1836年（天保7年）   |                                                                                          | |
| 陸羽煎茶図                | 絹本著色     | 1幅        |                 | 滋賀県立琵琶湖文化館                                         | 1836年（天保7年）   |                                                                                          | |
| 青緑桃源図                | 絹本著色     | 1幅        |                 | 埼玉・遠山記念館                                             | 1838年（天保9年）   |                                                                                          | |
| 四君子図風                | 紙本墨画     | 1幅        | 171.7x82.7      | 大和文華館                                                   | 1839年（天保10年）  |                                                                                          | |
| 花鳥図屏風                | 紙本墨画淡彩 | 四曲一双   |                 | 林原美術館                                                   | 1841年（天保12年）  |                                                                                          | |
| 四季草花図屏風            |              | 六曲一双   |                 | ギッターコレクション                                         | 天保年間後期        | 右隻：款記「梅逸寫」右隻：款記「梅逸」/各隻に「梅華逸人」朱文方印                        | |
| 浪華帖                    | 紙本墨画淡彩 | 1帖10図    | 各19.8x18.5     | ハンブルク工芸美術館                                         | 1844年（弘化元年）  | 款記「亮」/「山本」「亮印」朱白文連印・「玉禅」白文瓢印・「某佚」                        | 跋文により同年梅逸が須磨・明石を遊歴して描いた。                                                                    |
| 花鳥図屏風                | 紙本墨画淡彩 | 六曲一双   |                 | 出光美術館                                                   | 1845年（弘化2年）   |                                                                                          | |
| 四季花鳥図屏風            | 紙本著色     | 六曲一双   | 173.5x374.2     | 名古屋市博物館                                               | 1847年（弘化4年）   |                                                                                          | 愛知県指定文化財 |
| 四季花鳥図                | 紙本著色     | 六曲一双   |                 | ニュー・サウス・ウェールズ州立美術館                         | 1847年（弘化4年）   |                                                                                          | |
| 木芙蓉双鴨図              | 絹本著色     | 1幅        | 152.5x74.5      | 個人                                                         | 1850年（嘉永3年）   |                                                                                          | 山形県指定文化財 |
| 畳泉密竹図                | 絖本墨画     | 1幅        | 129.7x51.2      | 名古屋市博物館                                               | 1844-54年頃         |                                                                                          | 重要美術品 |
| 四季山水図                | 絹本著色     | 4幅        | 各130.3x56.7    | 千葉市美術館                                                 | 1852年（嘉永5年）   |                                                                                          | |
| 八松双鷹図                |              | 1幅        | 129.1x56.5      | 東京国立博物館                                               | 1852年（嘉永5年）   |                                                                                          | |
| 董法山水図                | 紙本淡彩     | 1幅        |                 | ミネアポリス美術館（クラーク日本美術・文化研究センター旧蔵） | 1853年（嘉永6年）   |                                                                                          | 右上に漢詩「尽日柴門に客の過ぐる無く 雨余の苔径緑なること羅の如し 山禽睡りを呼びて春幽寂びたり 満院の斜陽竹影多し」 |
| 四君子図屏風              | 紙本銀地墨画 | 六曲一双   |                 | 森村記念館                                                   |                     |                                                                                          | |
| 玉堂富貴図                | 絹本著色     | 1幅        | 164.0x186.0     | ボストン美術館                                               |                     | 款記「玉堂富貴 梅逸寫」                                                                  | |
| 歳寒三友図屏風            | 紙本墨画     | 六曲一双   |                 | ミネアポリス美術館（クラーク日本美術・文化研究センター旧蔵） |                     |                                                                                          | |
| 群舞図                    | 絹本著色     | 1巻        | 20.8x142.3      | クリーブランド美術館                                         |                     |                                                                                          | |
| Geese, Reeds, and Water   | 紙本墨画淡彩 | 六曲一双   | 169.0x350.5     | クリーブランド美術館                                         |                     |                                                                                          | |

## 脚註
1. ↑  「伊藤篤太郎資料三」（星野（2013）p.42）。
2. ↑  本名は直秀。初め狩野派の門にあったが、後に風俗画の駒新（駒屋新兵衛）に師事、浮世絵を描いた。90余歳まで生きたというが、生没年は定かでない。
3. ↑  「尾張南画中興の祖」と呼ばれる山田宮常（1747年 - 1793年）を師とする説もある。しかし、宮常の没年は梅逸11歳の若年である事から可能性は薄く、仮に師事することはあってもごく短期間だったと思われる。おそらく、宮常が竹洞の初めての師であり、当時の尾張南画における中心人物であったことから負荷された説であろう。
4. ↑  王冕「墨梅図」は李衎（りかん）「竹石図」とともに織田信秀から万松寺に寄進され伝世したもので、明治13年には皇室に献上され現在三の丸尚蔵館に収蔵されている。「皇室の名宝-美と伝統の精華」NHK 1999年
5. ↑  『笑社論集』（文人画研究会 2021年）13頁参照。
6. ↑  天保9年(1839年)版「平安人物誌」に画家として初登場し10年後の嘉永5年版では中林竹洞・小田海仙についで3番目の順位に挙げられている。
7. ↑  『清娯帖 梅逸の茶会図案集』 文人画研究会、2008年9月9日。
8. ↑  『笑社論集』（文人画研究会、2021年9月26日）所収。
9. ↑  “千種区史跡散策路”.   名古屋市千種区. 2021年3月16日閲覧。
10. ↑  名古屋市博物館編集 『名古屋400年のあゆみ』 「名古屋400年のあゆみ」実行委員会（名古屋市博物館・毎日新聞社）、2010年1月8日、p.64。
11. ↑  マシュー・フィリップ・マッケルウェイ 「山本梅逸筆 嵐山高雄図屏風」『国華』第1401号「特輯ファインバーグ・コレクション」、国華社、2013年5月20日、pp.46-47。
12. ↑  平山郁夫 小林忠編集 『秘蔵日本美術大観 十二 ヨーロッパ蒐蔵日本美術選』 講談社、1994年11月25日、図17,pp.52-54、ISBN 4-06-250712-9。
13. 1 2  小林忠 サムエル・C.モース監修 『アメリカから来た日本─クラーク財団日本美術コレクション─』日本経済新聞社、2002年、pp.150-152。
14. ↑  東京国立博物館 九州国立博物館 クリーブランド美術館ほか編集 『クリーブランド美術館展―名画でたどる日本の美』 NHK NHKプロモーション 朝日新聞社、2014年1月15日、pp.66-67,149。

## 著書
- 山本梅逸編・頼山陽跋『触目琳琅』（天保２年〔1831〕）[1]
- 池内大学引言・山本梅逸跋『茗讌品目』（嘉永５年〔1852〕）[2]